# Hansi Seestaller
Johann „Hansi“ Seestaller (* 5. November 1982 in Kolbermoor) ist ein ehemaliger deutscher Squashspieler.

## Karriere
Hansi Seestaller spielte im Jahr 1997 erstmals auf der PSA World Tour. Seine höchste Platzierung in der Weltrangliste erreichte er mit Position 117 im Januar 2002. 2005 wurde er deutscher Landesmeister. Mit der deutschen Nationalmannschaft nahm er 1999 an der Weltmeisterschaft teil sowie 2001 und 2004 an Europameisterschaften. Er vertrat Deutschland außerdem 1999 beim WSF World Cup, 2005 nahm er zudem für Deutschland an den World Games teil. Er erreichte das Viertelfinale, das er gegen Thierry Lincou verlor.

## Erfolge
- Deutscher Einzelmeister: 2005